# Коверский, Эдуард Аврелианович
Эдуард Аврелианович Коверский (пол. Edward Kowerski; 17 марта 1837 года, Мозырь, Минская губерния — 30 января 1916 года, Петроград) — русский военный топограф и геодезист, генерал от инфантерии, известный картограф.

## Биография
Родился 17 марта 1837 года в Мозыре в небогатой дворянской семье польского происхождения (герба Białynia). Имел брата и четырёх сестёр. В раннем возрасте остался без отца. На воспитание был отдан в Александровский Брестский кадетский корпус, который окончил в 1855 году. Высочайшим приказом от 11 июня 1855 года произведён в прапорщики гвардии с зачислением в лейб-гвардии Гренадерский полк.
Для получения высшего военного образование поступил в Михайловскую артиллерийскую академию, которую окончил в 1857 году в чине поручика артиллерии. Назначен репетитором во 2-й кадетский корпус. В 1858 году переведён в 1-ю артиллерийскую бригаду. В 1860 году поступил в Николаевскую академию Генерального штаба на геодезическое отделение, которое окончил по второму разряду в 1862 году. 1 апреля 1863 года произведён в штабс-капитаны с зачислением по Генеральному штабу. После окончания академии проходил двухгодичную практику на Пулковской обсерватории.
3 января 1865 года назначен исполнителем хронометрической экспедиции в Пермской губернии. 2 мая 1867 года назначен на должность помощника начальника Картографического заведения Военно-топографического отдела Главного штаба. В 1872 году за отличия по службе произведён в полковники. С 1876 года — исправляющий должность заведующего Геодезическим отделением Военно-топографического отдела Главного штаба. 5 апреля 1881 года назначен начальником этого отделения. В 1883 году произведён в генерал-майоры. 2 мая 1894 года назначен начальником Триангуляции Западного пограничного пространства. 6 декабря 1895 года произведён в генерал-лейтенанты.
С 1881 года до 1 мая 1903 года состоял членом Военно-учёного комитета Главного штаба. 11 января 1904 года назначен начальником топографической съёмки Санкт-Петербургской губернии и Финляндии. Находился в этой должности до своей кончины.

## Научная деятельность
В 1872—1884 годах преподавал геодезию и руководил летними практическими занятиями по геодезии в Технологическом институте; в 1880—1890 годах преподавал геодезию и математику в Горном институте. Курсы лекций, прочитанные в них, были выпущены отдельными изданиями и неоднократно переиздавались.
Являлся членом-учредителем Русского астрономического общества и действительным членом Императорского Санкт-Петербургского минералогического общества.
Принимал активное участие в деятельности Императорского Русского географического общества, состоя действительным членом общества. В течение многих лет являлся помощником председательствующего в Отделении математики географической. Неоднократно избирался членом различных комиссий общества, в том числе метеорологической (1870), постоянной по земному магнетизму (1892) и ревизионных комиссий. Неоднократно публиковался в «Записках» и «Ежегоднике» Русского географического общества.
11 января 1892 года удостоен малой золотой медали «в знак особой признательности Совета за долголетнее деятельное участие его в трудах Общества, за ряд сообщений и за составленные им для второго тома Ежегодника Общества отчетные карты астрономических, геодезических и топографических работ, произведенных в Российской Империи по 1890 год».
Скончался 30 января 1916 года в Петрограде. Посмертно награждён чином генерала от инфантерии. Похоронен в Ивенце в склепе под алтарём костёла Святого Алексея, построенного трудами и средствами генерала в 1904—1907 годах.

## Семья
С 10 января 1865 года был женат на Елизавете (Эльжбете) Петровне Плевако (1840 — 21 июня 1912). Имели дочь Софию. Вторая супруга, с 1913 года — Евгения Ржевская.

## Чины
- Прапорщик гвардии (11 июня 1855)
- Поручик артиллерии (23 июня 1857)
- Штабс-капитан Генерального штаба (1 апреля 1863)
- Капитан Генерального штаба (старшинство 30 августа 1865)
- Подполковник Генерального штаба (старшинство 30 августа 1869)
- Полковник Генерального штаба (13 августа 1872)
- Генерал-майор Генерального штаба (15 мая 1883)
- Генерал-лейтенант Генерального штаба (6 декабря 1895)
- Генерал от инфантерии (1916, посмертно).

## Награды
- Орден Святой Анны III степени (1867);
- Орден Святого Станислава II степени (1869);
- Орден Святого Владимира IV степени (1871);
- Орден Святой Анны II степени (1874);
- Орден Святого Владимира 3-й степени (1878);
- Перстень с вензелевым изображением Высочайшего имени (1880);
- Орден Святого Станислава I степени (1886);
- Орден Святой Анны I степени (1889);
- Орден Святого Владимира II степени (1894);
- Знак отличия беспорочной службы за XL лет (1897);
- Орден Белого орла (6 декабря 1899);
- Орден Святого Александра Невского (11 июня 1905).

Иностранные:
- Орден Меджидие III степени (Турция, 1870);
- Орден Льва и Солнца II степени со звездой (Персия, 1870);
- Орден Князя Даниила I 3-й степени (Черногория, 1881);
- Орден Бухарской звезды I степени (Бухарский эмират, 1893);
- Знак, присвоенный званию офицера народного просвещения (Франция, 1902).

## Память
- 2 ноября 2022 года в Ивенце Воложинского района Минской области Беларуси в честь Э. А. Коверского открыта памятная доска[8]